# Kapitulacija Kraljevine Italije
Kapitulacija Kraljevine Italije je izraz, s katerim se navadno označuje konec te države; povezuje se ga s podpisom premirja, ki so ga 3. septembra 1943 sklenili Kraljevina Italija in zahodni Zavezniki. Dejansko s tem dnem država ni prenehala obstajati, je pa sprožila zaporedje dogodkov, ki so privedli do njene ukinitve: 3. septembra 1943 se je država odpovedala borbi proti Zaveznikom, 13. oktobra 1943 je preklicala zavezništvo z Nemčijo, 5. junija 1944 je kralj Viktor Emanuel III. Italijanski odstopil v korist sina, 2. junija 1946 je ljudski referendum izglasoval republiko. Praviloma je torej Kraljevina Italija kapitulirala (nehala obstajati) 2. junija 1946.

## Vzroki kapitulacije
Vzroki italijanske kapitulacije so bili tako politični kot praktični. V politiki je Mussolini začel uvajati vrsto zamenjav v sestavu vlade in večjih državnih organizacij, in sicer s premestitvijo na stranske položaje nekaterih oseb, ki niso podpirale vojne na strani Nemcev; tako sta bila na primer razrešena dolžnosti Giuseppe Volpi (predsednik Confindustrie) in Galeazzo Ciano (zunanji minister). Te spremembe v političnem vodstvu so med drugim pomenile odstranitev iz ključnih položajev vseh oseb, ki so bile naklonjene kralju. 
Še pomembnejši vzroki kapitulacije so bili čisto praktični dejavniki, se pravi enostavno splošna želja po prenehanju vojskovanja: čeprav je fašistična ideologija pridobila obširna ozemlja za državo in visokozveneče naslove za kralja, je postajala cena imperija čedalje višja in nevzdržna. Zato je kralj že jeseni 1942 začel iskati način, da bi hkrati prekinil vojno in obdržal svojo oblast v državi. Preko posrednikov, predvsem snahe Marije José Belgijske in Svetega sedeža, je stopil v stik z Zavezniki. 
Zavezniki so kot pogoj za sodelovanje zahtevali formalno odstavitev Mussolinija, premirje in nato zavezništvo. Kralj je dejansko odstavil Benita Mussolinija 25. julija 1943 in ustanovil novo vlado. Kraljevina Italija je naslednjega septembra podpisala premirje, s katerim se je nameravala umakniti iz vojne. Že po nekaj dneh se je pridružila zavezniški koaliciji in s tem izpolnila vse predlagane pogoje.

## Premirje ali predaja
V resnici se še danes razpravlja, če je šlo za premirje ali za predajo, saj se celo v originalnem dokumentu uporablja enkrat en izraz enkrat drugi. Danes se ta dokument bere kot italijansko pripravljenost na prekinitev sovražnosti, ki so jo pa Zavezniki razumeli kot predajo. To je razvidno tudi iz dejstva, da so Italijani pričakovali zavezniško sodelovanje in pomoč pri obrambi Rima pred Nemci, a ju niso prejeli. Tudi poznejša vojna dogajanja so pokazala, da Zavezniki niso šteli Italijanov za sogovornike, s katerimi jih veže premirje, temveč za sovražnike, ki so se jim predali. V teku dolgega prodiranja proti severu so Zavezniki enako postopali tako proti nemški vojski kot proti italijanskim civilistom, s čimer so dokazali, da so tudi po premirju šteli Italijane – vključno s civilnim prebivalstvom – le za premagane sovražnike. 
Predajo sta na konferenci generalov obeh strani v zavezniškem vojaškem taborišču v kraju Cassibile na Siciliji, ki so ga pred kratkim zasedli Zavezniki, podpisala generalmajor Walter Bedell Smith, ki je zastopal Zaveznike, in brigadni general Giuseppe Castellano, ki je zastopal Italijo. Premirje/predajo sta odobrila tako kralj Viktor Emanuel III. kot tudi maršal Badoglio, takratni predsednik vlade; v kratkem sta rekonstruirala vlado in 13. oktobra napovedala vojno Nemčiji. S tem aktom se je Italija pridružila Zaveznikom kot sobojevnica V resnici so Zavezniki bolj malo upoštevali kraljevo vojsko: vse do zaključka vojne je obveljalo mnenje, da so vsi italijanski vojaki, tako kraljevi kot salojski, samo zanemarljivi ostanki propadle države.

## Posledice
Nemci so to premirje/predajo označili kot italijansko izdajo Nemčije, kar je na nek način tudi bilo: čeprav je kralj s premirjem nameraval v prvi vrsti zaključiti bojevanje in ne preklicati zavezništva, je to posredno pomenilo prav odstop od dogovora z Nemci, se pravi “izdajo” obstoječega sporazuma. Nemčija je hitro ukrepala tako, da je 12. septembra rešila Mussolinija, ki je bil zaprt v priporu v Rimu, in 15. septembra napadla bivše zaveznike v Italiji, južni Franciji in na Balkanu. Italijanske sile so bile hitro poražene in ves Apeninski polotok so zasedli Nemci, ki so na severu ustanovili marionetno državo, Italijansko socialno republiko. Kralj, vlada in večina mornarice so se umaknili v Brindisi, ki je že bilo v zavezniških rokah.
Že po nekaj urah od razglasa kapitulacije je bil ustanovljen Comitato di Liberazione Nazionale CLN, to je Komite za narodno odvoboditev. Nastalo je 
Italijansko odporniško gibanje, ki je bilo glavni dejavnik pri odpravi fašizma in nastanku republike.